# شريك بن عبد الله النخعي
شَرِيك النَّخَعي (95 - 177 هـ / 713 - 794 م) قاض وفقيه ومحدِّث.

## سيرته
هو أبو عبد الله شَرِيك بن عبد الله بن الحارث النخعي الكوفي. اختلفوا في اسمه، قال أبو أحمد الحاكم النيسابوري: شَرِيك بن عبد الله بن سنان بن أنس، ويقال: شَرِيك بن عبد الله بن أبي شريك بن مالك بن النخع، وجده قاتل الحسين سنان بن أنس، وقال أبو بكر الخطيب البغدادي: شريك بن عبد الله بن الحارث بن أوس القاضي، وكنيته أبو عبد الله، ولد في بخارى. أدرك شَرِيك عمر بن عبد العزيز، وسمع سلمة بن كهيل، ومنصور بن المعتمر، وأبا إسحاق السَّبيعي.
استقضاه المنصور العباسي على الكوفة سنة 153 هـ، ثم عزله. وأعاده محمد المهدي، فعزله موسى الهادي. توفي بالكوفة.

## روايته للحديث
- روى عن: عمر بن عبد العزيز، وسلمة بن كهيل، ومنصور بن المعتمر، وأبي إسحاق السبيعي، وأبي صخرة جامع بن شداد، وجامع بن أبي راشد، وزياد بن علاقة، وسماك بن حرب، وعبد العزيز بن رفيع، وزبيد بن الحارث، وبيان بن بشر، ويعلى بن عطاء، وإبراهيم بن مهاجر، وعثمان بن أبي زرعة، وعاصم الأحول، وسالم الأفطس، وسليمان الأعمش، وعطاء بن السائب، ونسير بن ذعلوق، وعبد الملك بن عمير، وسلمة بن المحبق، وأشعث بن أبي الشعثاء، وعبد الكريم بن مالك الجزري، والمقدام بن شريح، وسعيد بن مسروق، وهشام بن عروة، وعاصم بن بهدلة، وعلي بن بذيمة، وزيد بن جبير، وحكيم بن جبير، وشبيب بن غرقدة، ومخول بن راشد، وابن عقيل، وإبراهيم بن جرير بن عبد الله البجلي، وعمار الدهني، وحبيب بن أبي ثابت، ويحيى بن سعيد الأنصاري وخلق سواهم.[1]
- روى عنه: أبان بن تغلب، ومحمد بن إسحاق، وهما من شيوخه، وشعبة بن الحجاج، وسفيان الثوري، والليث بن سعد، وعبد الله بن المبارك، ويحيى بن آدم، وأبو نعيم الفضل بن دكين، ويزيد بن هارون، وإسحاق بن يوسف الأزرق، ويقال: إن إسحاق الأزرق أخذ عنه تسعة آلاف حديث، وأحمد بن يونس، وعلي بن الجعد، وأبو بكر بن أبي شيبة، وأخوه عثمان بن أبي شيبة، وهناد بن السري، ويحيى بن يحيى، ومحمد بن سليمان لوين، ويحيى بن عبد الحميد الحماني، وعباد بن يعقوب الرواجني، وإسحاق بن أبي إسرائيل، وعلي بن حجر، وأمم سواهم.[1]
- منزلته في الجرح والتعديل: وثقه يحيى بن معين، وقال: «هو أثبت من أبي الأحوص»، وقال الذهبي: «مع أن أبا الأحوص من رجال الصحيحين، وما أخرج لشَرِيك سوى مسلم في المتابعات قليلًا، وخرَّج له البخاري تعليقًا.»، وقال ابن المبارك: شَرِيك أعلم بحديث بلده من الثوري، وقال النسائي: ليس به بأس، وقال الجوزجاني: سيئ الحفظ مضطرب الحديث مائل، وقال عبد الرحمن بن يحيى العذري: أعلم أهل الكوفة سفيان، وأحضرهم جوابًا شَرِيك. وقال أبو يعلى: سمعت ابن معين يقول: شَرِيك ثقة إلا أنه يغلط ولا يتقن، ويذهب بنفسه على سفيان وشعبة. وقال الدارقطني: ليس شَرِيك بقوي فيما ينفرد به.[1]